# Tandlös blommossa
Tandlös blommossa (Schistidium flaccidum) är en bladmossart som beskrevs av Ryszard Ochyra 1989. Tandlös blommossa ingår i släktet blommossor, och familjen Grimmiaceae. Arten har ej påträffats i Sverige. Inga underarter finns listade i Catalogue of Life.